# Lijst van burgemeesters van Vries
Dit is een lijst van burgemeesters van de voormalige Nederlandse gemeente Vries in de provincie Drenthe.
| Ambtsperiode | Naam burgemeester                          | Leven     | Partij of stroming | Bijzonderheden                                                                                             |
| ------------ | ------------------------------------------ | --------- | ------------------ | --- |
| 1811 - 1843  | Jan Davids                                 | 1767-1843 |                    | |
| 1844 - 1853  | Jhr. Christiaan Hendrik Wolf van der Feltz | 1815-1853 |                    | |
| 1853 - 1859  | Mr. Johannes (J.) Linthorst Homan          | 1825-1876 |                    | |
| 1859 - 1863  | Mr. Lambertus (L.) Vos                     | 1830-1879 |                    | Beroep: advocaat.                                                                                          |
| 1864 - 1869  | Jhr. Wiardus Rengers Hora Siccama          | 1835-1908 |                    | |
| 1869 - 1875  | Lukas Drijber                              | 1832-1875 |                    | |
| 1876 - 1892  | Cornelis Philippus Ebbinge Wubben          | 1837-1904 |                    | |
| 1892 - 1927  | Hendrik Arnoldus Aalfs                     | 1861-1945 |                    | was burgemeester van Oldekerk                                                                              |
| 1927 - 1932  | Anske Jongbloed                            |           |                    | |
| 1932 - 1939  | Mr. Dirk (D.W.) Molhuysen                  | 1874-1944 |                    | Was tijdens de Tweede Wereldoorlog lid van het verzet. Werd door zijn zwager verraden. Overleed in Dachau. |
| 1939 - 1944  | Mr. Edmond Willem de Fielliettaz Goethart  | 1909-2004 |                    | |
| 1944 - 1944  | Harm Boelems                               | 1897-1954 | NSB                | Vervanger. In dezelfde periode tevens burgemeester van Assen.                                              |
| 1944 - 1945  | Freerk Bonne Harkema                       |           | NSB                | Vervanger.                                                                                                 |
| 1945 - 1964  | Mr. Edmond Willem de Fielliettaz Goethart  | 1909-2004 | PvdA               | Aansluitend burgemeester van Odoorn.                                                                       |
| 1964 - 1982  | Eltjo (E.J.) de Jonge                      | 1920-2007 | Partijloos         | Voorafgaand burgemeester van Vledder.                                                                      |
| 1982 - 1997  | Drs. Job (J.A.G.) van der Steur            | 1938-2023 | VVD                | Voorafgaand burgemeester van Ruinerwold.                                                                   |